# Cardiophorus montanus
Cardiophorus montanus là một loài bọ cánh cứng trong họ Elateridae. Loài này được Bland miêu tả khoa học năm 1864.